# Sören Halfar
Sören Halfar (* 2. Januar 1987 in Hannover) ist ein ehemaliger deutscher Fußballspieler.

## Karriere
Seine Karriere begann der Linksverteidiger bei der DJK TuS Marathon Hannover und dem TSV Havelse, bevor er zur Jugend von Hannover 96 wechselte. Von den A-Junioren ging es 2004 für ihn zur Amateurmannschaft des Bundesligisten. Schon kurz danach wurde er ins Trainingslager der Profi-Mannschaft mitgenommen. Durch solide Leistungen erspielte er sich seinen Platz im Kader. Als der gesetzte Linksverteidiger-Kollege und Mentor Michael Tarnat verletzungsbedingt länger aussetzen musste, wurde der Platz in der ersten Elf für Halfar frei. Diese sieben Spiele meisterte er solide und recht abgeklärt, wobei seine Antrittsschnelligkeit und Ballgewandtheit auffielen. Nach der Genesung Tarnats rückte der Youngster wieder ins zweite Glied.
Als Jugendspieler kam Halfar zu besonderen Ehren: 2005 wurde er als U-18-Spieler mit der Fritz-Walter-Medaille in Silber ausgezeichnet.
Am 29. August 2007 gab Hannover 96 bekannt, dass Halfar bis zum Saisonende an den SC Paderborn 07 in die 2. Fußball-Bundesliga ausgeliehen wird. Zur Saison 2008/09 löste er seinen Vertrag bei Hannover 96 auf und blieb bei den in die 3. Liga abgestiegenen Paderbornern. Nach dem Ende der Saison 2009/10 wurde sein Vertrag bei Paderborn nicht mehr verlängert.
Anfang Juni 2010 wurde bekannt, dass Halfar in Liga 3 zu Wacker Burghausen wechselt. Er erhielt in Burghausen einen Vertrag bis zum Ende der Saison 2010/2011. Im Sommer 2011 wechselte Halfar zum SV Sandhausen und unterschrieb dort einen Zweijahresvertrag. Bis zur Winterpause war der Niedersachse als Linksverteidiger Stammspieler, dann musste er sich einer Leistenoperation unterziehen, die ihn den Rest der Saison kostete. Auch ohne seine Mithilfe gelang dem Verein die Drittligameisterschaft und damit der Aufstieg in die 2. Bundesliga. Dort kam Halfar nur zu sieben Einsätzen, woraufhin er wegen einer Verletzung im Sommer 2013 seine Karriere beendete.
Am 28. Juli 2015 wurde Sören Halfar Co-Trainer bei seinem Jugendverein TSV Havelse in der Regionalliga Nord und wechselte zum Juli 2016 in das Scouting des Vereins. Von August 2017 bis Juni 2018 war Halfar als Scout für den SV Sandhausen tätig.

## Erfolge
- Aufstieg in die 2. Bundesliga mit dem SV Sandhausen 2012